# 2022년 호르모즈간 지진
2022년 호르모즈간 지진은 2022년 7월 1일 이란 남부를 두 차례 강타한 이중지진이다. 약 2시간 간격으로 발생한 두 차례의 지진으로 7명이 사망하고 111명이 부상을 입었다.

## 지질학적 환경
이란의 호르모즈간주는 유라시아판과 아라비아판이 서로 충돌하는 지대의 남쪽 가장자리에 있다. 두 판의 충돌로 자그로스산맥과 이란고원이 형성되었다. 자그로스산맥을 관통하는 주요 단층대는 자그로스 습곡 및 충상단층대로 수 년간 이란에서 큰 여러 지진을 일으켰다.

## 지진
2022년 7월 1일 이란 남부에서 규모 M6.0의 지진이 발생한 것을 시작으로 2시간 후 규모 M5.7의 여진이 발생했고 M5.7의 지진이 발생한 지 1분만에 규모 M6.0의 지진이 다시 발생했다. 처음 두 지진의 규모는 M6.1로 보고되었고 세 번째 지진의 규모는 M6.2로 보고되었으나 이후 하향되었다. 이번 지진 이전에도 2021년 호르모즈간 지진으로 자그로스산맥에서 이와 비슷한 여러 지진이 발생한 적이 있었다.

### 여진
7월 3일까지 총 12차례의 여진이 발생했으며 이 중 가장 큰 규모의 지진은 규모 M5.7의 여진이다. 7월 23일에는 규모 M5.4와 M5.6 두 차례의 여진이 발생했다. 두 차례 발생한 지진으로 여러 주택에 추가 피해가 발생했고 간접적으로 1명의 부상자가 발생했다.

### 각지의 진도
이번 지진의 최대 진도는 수정 메르칼리 진도 계급 기준 VII이다. 호르모즈간주와 파르스주에서 가장 강한 흔들림이 보고되었다. 지진의 흔들림은 아랍에미리트, 오만, 사우디아라비아, 바레인, 카타르 등 중동 전역과 10일 전 치명적인 피해를 준 지진이 닥쳤던 아프가니스탄과 파키스탄 일부 지역에서도 느껴졌다.

### 기타 지진
7월 지진이 일어나기 한 달 전, 키스 마을 인근 같은 지역에서 두 차례 해역 지진이 발생했다. 두 지진의 모멘트 규모는 M5.5, M5.6이었으며 진원 깊이는 둘 다 10 km이다. 첫 지진으로 4명이 부상을 입고 건물 20채가 파손되었다. 두 번째 지진에선 1명이 사망하고 37명이 부상을 입었다.
같은 해 3월 16일 같은 지역에서 규모 M5.9의 지진이 발생했던 적이 있었다. 이 지진으로 부상자 2명과 경미한 피해가 발생했다.

## 피해
지진으로 12개 도시와 300개가 넘는 마을에서 거주하는 90만명의 시민이 지진의 영향을 받았다. 약 1,100명의 주민이 거주하는 사예흐크보시는 지진으로 거의 폐허가 되었다. 호르모즈간주 주지사인 마흐디 두스티는 마을 재건에 최소 수 개월이 걸릴 것이라고 밝혔다. 반다르카미르에서는 주택 최소 45채가 피해를 입었고 콩 마을에서는 주택 35채가 피해를 입었다. 총 주택 392채가 피해를 입거나 파괴되었다. 피해 지역에서 정전 피해도 있었다. 반다르카미르와 반다르렝게를 잇는 도로는 산사태로 막혔다. 지진으로 총 7명이 사망하고 111명이 부상을 입었다. 또한 부상자 중 22명은 입원이 필요할 정도의 중상자였다.

## 같이 보기
- 2022년 지진
- 지진 목록